# خوسيه فرنانديز (مصور)
خوسيه فرنانديز (بالإسبانية: José Fernández Aguayo)‏ (و. 1911 – 1999 م) هو مصور، ومصور سينمائي إسباني، ولد في مدريد، توفي في مدريد، عن عمر يناهز 88 عاماً.

## وصلات خارجية
- خوسيه فرنانديز على موقع IMDb (الإنجليزية)
- خوسيه فرنانديز على موقع قاعدة بيانات الفيلم (الإنجليزية)

- خوسيه فرنانديز في قاعدة بيانات الأفلام على الإنترنت